# Guillermo Fratta
Guillermo Fratta Cabrera (Rocha, 19 settembre 1995) è un calciatore uruguaiano, difensore del Montevideo City Torque.

## Caratteristiche tecniche
È un difensore centrale.

## Carriera
Cresciuto nel settore giovanile del Defensor Sporting, ha esordito in prima squadra il 6 settembre 2015 disputando l'incontro di Primera División Profesional vinto 3-2 contro il Danubio.